# Heavenly blue
「heavenly blue」（ヘヴンリー・ブルー）は、Kalafinaの楽曲。梶浦由記が作詞・作曲を手掛けた。2014年7月16日に発売されたKalafinaのベストアルバム『THE BEST “Blue”』にエンディング曲として初収録された後、Kalafinaの15枚目のシングルとして同年8月6日にSME Recordsから3か月限定発売された。

## 音楽性
本曲はテレビアニメ『アルドノア・ゼロ』のオープニングテーマに起用された。
これまでの作品に比べ歌詞が多く、サビが3つある他、歌詞の内容もロックと「地球に憧れる女の子」の優しさが表現されている。Keikoはベストアルバム『THE BEST “Blue”』に収録されているためかハードさとクラシカル調のビートを表現できたことを明かしており、Keikoのバックコーラスに支えられWakanaとHikaruがコントラストを表現する今までのKalafinaの定番の形を踏襲しているという。そのため楽曲の中には同グループがこれまで制作した楽曲が凝縮されているという。
HikaruのレコーディングはWakanaのレコーディングが終了してから行ったため声のトーンを抑えて行ったが、梶浦から「刺々しい」歌い方を要求されたため、本番では彼女の助言に従い激しく歌ったという。しかし梶浦がWakanaとHikaruの「クールなギャップ」を欲していたことに気付くまではHikaru自身「やりすぎた」ことを実感していたという。
ソフトなBメロは4thアルバム『Consolation』収録の「signal」に通じるが、Wakanaによれば歌詞の爽やかさを表現するため「湿ったような雰囲気」にしたという。
また、コーラスには『Dream Port』などでも共演しているREMIが参加している。

## シングルリリース
2014年8月6日にSME Recordsから発売された。Kalafinaのシングルとしては前作「君の銀の庭」から9か月でのリリースとなる。
販売形態は期間限定盤（SECL-1545）のみのリリースとなっており、ジャケットには同アニメの主人公である界塚伊奈帆が搭乗するスレイプニールが描かれている。

## シングル収録内容
| 全作詞・作曲・編曲: 梶浦由記。 |                                    |          |            |      |
| #                              | タイトル                           | 作詞     | 作曲・編曲 | 時間 |
| 1.                             | 「heavenly blue」                  | 梶浦由記 | 梶浦由記   | 5:21 |
| 2.                             | 「heavenly blue 〜instrumental〜」 | 梶浦由記 | 梶浦由記   | 5:21 |
| 3.                             | 「heavenly blue 〜TV size〜」      | 梶浦由記 | 梶浦由記   | 1:31 |
| 合計時間:                      | 合計時間:                          | 12:14    |            |      |

## チャート
| チャート（2014年）                | 最高位 |
| --------------------------------- | ------ |
| オリコン                          | 15     |
| Billboard JAPAN Hot 100           | 17     |
| Billboard JAPAN Hot Animation     | 6      |
| Billboard JAPAN Hot Singles Sales | 14     |
| サウンドスキャンジャパン          | 14     |
| animelo mixシングル月間           | 1      |
| iTunes アニメ・トップソング       | 3      |

## 収録アルバム
| 曲目          | アルバム         | 発売日        | 備考                  |
| ------------- | ---------------- | ------------- | --------------------- |
| heavenly blue | THE BEST “Blue”  | 2014年7月16日 | ベストアルバム        |
| heavenly blue | far on the water | 2015年9月16日 | 5thスタジオ・アルバム |